# بل گلید (فلوریدا)
بل گلید (به انگلیسی: Belle Glade) شهری در شهرستان پام بیچ ایالت فلوریدا است که در سال ۱۹۲۸ بنیان‌گذاری شده است. این شهر طبق سرشماری سال ۲۰۱۰ میلادی، ۱۷٬۴۶۷ نفر جمعیت داشته و مساحت آن نیز ۱۲٫۱ کیلومتر مربع است.